# کریستوفر لولین اسمیت
کریستوفر لولین اسمیت (انگلیسی: Christopher Llewellyn Smith؛ زاده ۱۹ نوامبر ۱۹۴۲) یک فیزیک‌دان اهل بریتانیا است. او مدیر سابق سرن و مدیر کنونی پروژه سسمی در اردن است.